# معادلة مختزلة

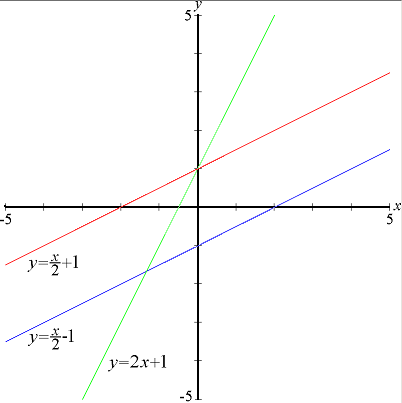
رسم خطوط المعادلات المختزلة

المعادلة المختزلة لخط المستوى الأفيني هي معادلة y = ax + b. الرقم a يسمى معامل التوجيه، و b هو الإحداثي في أصل الخط.
أي خط لا يوازي المحور y لنظام الإحداثيات يعترف بمعادلة مخفضة فريدة في نظام الإحداثيات هذا. على العكس من ذلك، بالنظر إلى نظام إحداثيات للمستوى ورقمين حقيقيين a و b، فإن مجموعة نقاط الإحداثيات ( x ؛ y ) بحيث أن y = ax + b عبارة عن خط.
تتوافق مثل هذه المعادلة مع التمثيل الرسومي للدالة الأفينية التي تربط، مع أي ax + b. يمكن استخدام تقنيات دراسة الوظائف لدراسة الخط والعكس صحيح.